# 浅草高橋組
浅草高橋組（あさくさたかはしぐみ）は、東京都台東区西浅草に本拠を置く暴力団で、指定暴力団・住吉会の2次団体。正式名称は住吉会浅草6代目高橋組。前身は、博徒系暴力団だった大和民労会の高橋組。

## 歴史
1909年（明治42年）暮れ、河合徳三郎の身内だった高橋金次郎は、浅草で土建請負業「高橋組」の表看板を掲げて、一家を結成した。
1919年（大正8年）11月、河合徳三郎、梅津勘兵衛、倉持直吉、青山広吉、篠信太郎、西村伊三郎、中安信三郎が中心となり、政友会・床次竹二郎（当時は原敬内閣で、内相）を世話役に、右翼の頭山満を顧問に迎えて、大日本国粋会が、政治外の侠客団として結成された。大日本国粋会は、土建業者を含む博徒の全国的な結集団体だった。
1921年（大正10年）1月、河合徳三郎は、大日本国粋会を脱会し、民政党の後ろ盾のもとに、大和民労会を結成した。大和民労会の結成式は、浅草伝法院で行われ、約5000人が集まった。大和民労会の中心メンバーは、土建業系博徒の関根賢（後の関根組組長）、高橋金次郎（高橋組組長）、城迫正一（後の小千鳥組組長）だった。それぞれが、浅草、吉原、向島、下谷を地盤としていた。
1922年（大正11年）ごろの浅草では、高橋と鼈甲家一家の一見直吉が（通称は鼈甲屋）縄張り争いをしていた。出羽屋の山本周三は、高橋金次郎を応援していた。
1922年4月14日夜、鼈甲屋事件が勃発した。
同年12月30日、大日本国粋会系田甫一家の青沼辰三郎（後の田甫一家五代目）は、浅草区千束町で、年忘れの賭場を開帳した。高橋組の木村は、青沼辰三郎の賭場に乗り込み、青沼を罵倒した。青沼辰三郎たちは、木村を賭場の外に連れ出し、暴行を加えた。
同年12月31日、青沼辰三郎は、豊田吉次郎（青沼の親分である田甫一家四代目・金井米吉の兄弟分）の自宅を訪ねた。木村は、青沼辰三郎が豊田吉次郎の家にいることを知ると、ドスを持って、豊田宅に殴り込んだ。青沼辰三郎は、すでに豊田吉次郎の家を出ていた。木村は、豊田吉次郎の幹部・中島幸太郎をドスで斬った。木村は、青沼辰三郎がいないことを確認すると、豊田吉次郎の家から立ち去った。それを知った青沼辰三郎は、単身で、浅草区新谷町の高橋組・高橋金次郎組長の自宅に、ドスを持って殴り込んだ。青沼辰三郎は、高橋組組員と斬りあった後、高橋金次郎の自宅から逃げた。
1923年（大正12年）1月2日未明、高橋組の若衆約50人が、浅草・新谷町に集結した。高橋組の若衆は、喧嘩仕度を整えてから、日暮里町元金杉の田甫一家四代目・金井米吉の家に殴り込みをかけた。同日、大日本国粋会所属の博徒は、田甫一家が高橋組の殴り込みを受けたことを知り、芝区新幸町の関東総本部で、緊急会議を開いた。会議では、大日本国粋会所属の博徒は、すぐに田甫一家に応援し、高橋組に報復することが決まった。警視庁は、大日本国粋会の動きを察知し、非常招集をかけた。愛宕、築地、北紺屋の警官300人を新橋駅、土橋、虎ノ門周辺に配置した。同年1月3日午前2時すぎ、大日本国粋会は、400人の会員を関東総本部に集めて、浅草に向かって出発した。同日午前3時、大日本国粋会の博徒は、警官隊と遭遇し、解散を命じられた。大日本国粋会は、高橋組への報復を断念した。大和民労会は、大日本国粋会の行動を知り、東京市の会員約1万5千人に檄を飛ばした。大和民労会は、下谷区上根岸の大和民労会本部に会員を集め、大日本国粋会と戦うために進んだが、300人の警官隊に取り囲まれて、解散を命じられた。大和民労会も大日本国粋会との戦いを断念した。
同月末、洲崎・武部申策の身内・佐久間政雄と大日本国粋会幹事・小島長次郎（通称:茨城長）が喧嘩となった。佐久間政雄は、小島長次郎を斬った。大日本国粋会系の博徒は、小島長次郎が斬られたことを知り、日本刀や短刀を持って、洲崎の遊郭付近の広場に集まった。人数は約140人に達した。佐久間政雄は、大和民労会に駆け込んで、助けを求めた。大和民労会は、160人を集め、日本刀や短刀を用意し、自動車20台に分乗して、洲崎の遊郭付近の広場に乗りつけた。大和民労会と大日本国粋会は斬り合いとなった。
1925年（大正14年）3月、大和民労会と大日本国粋会は、抗争事件を起こし、両者合わせて160人が検挙された。

### 戦後

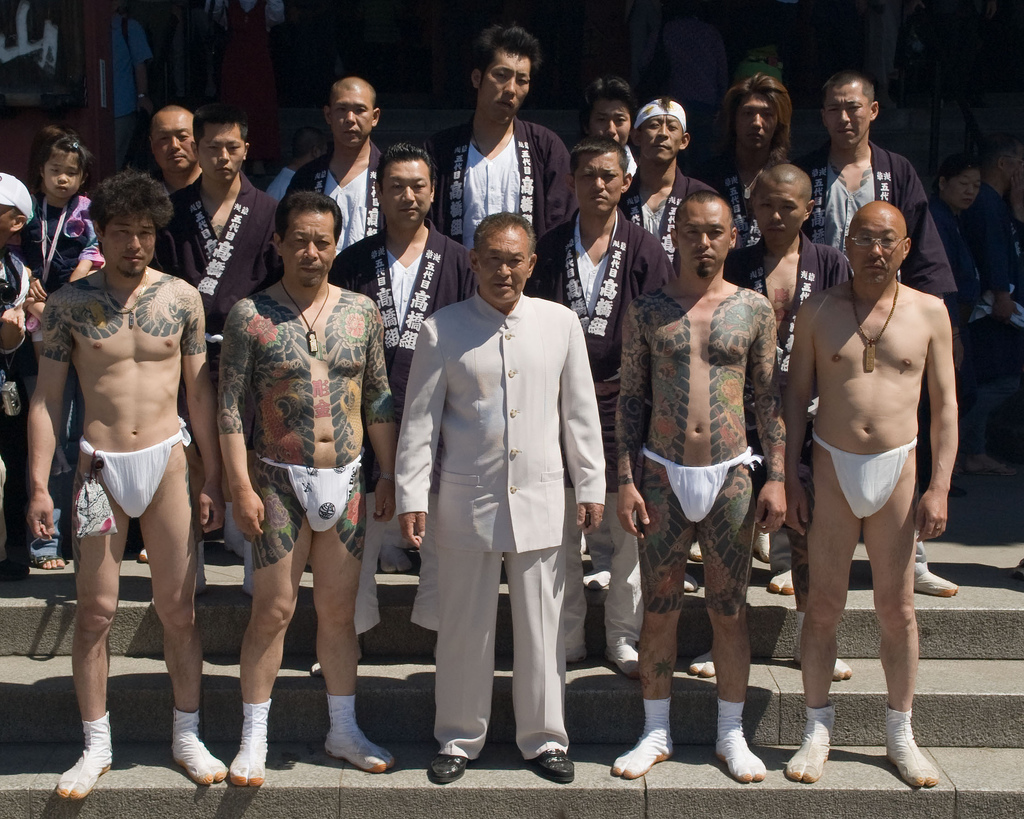
三社祭に参加した5代目浅草高橋組の組員

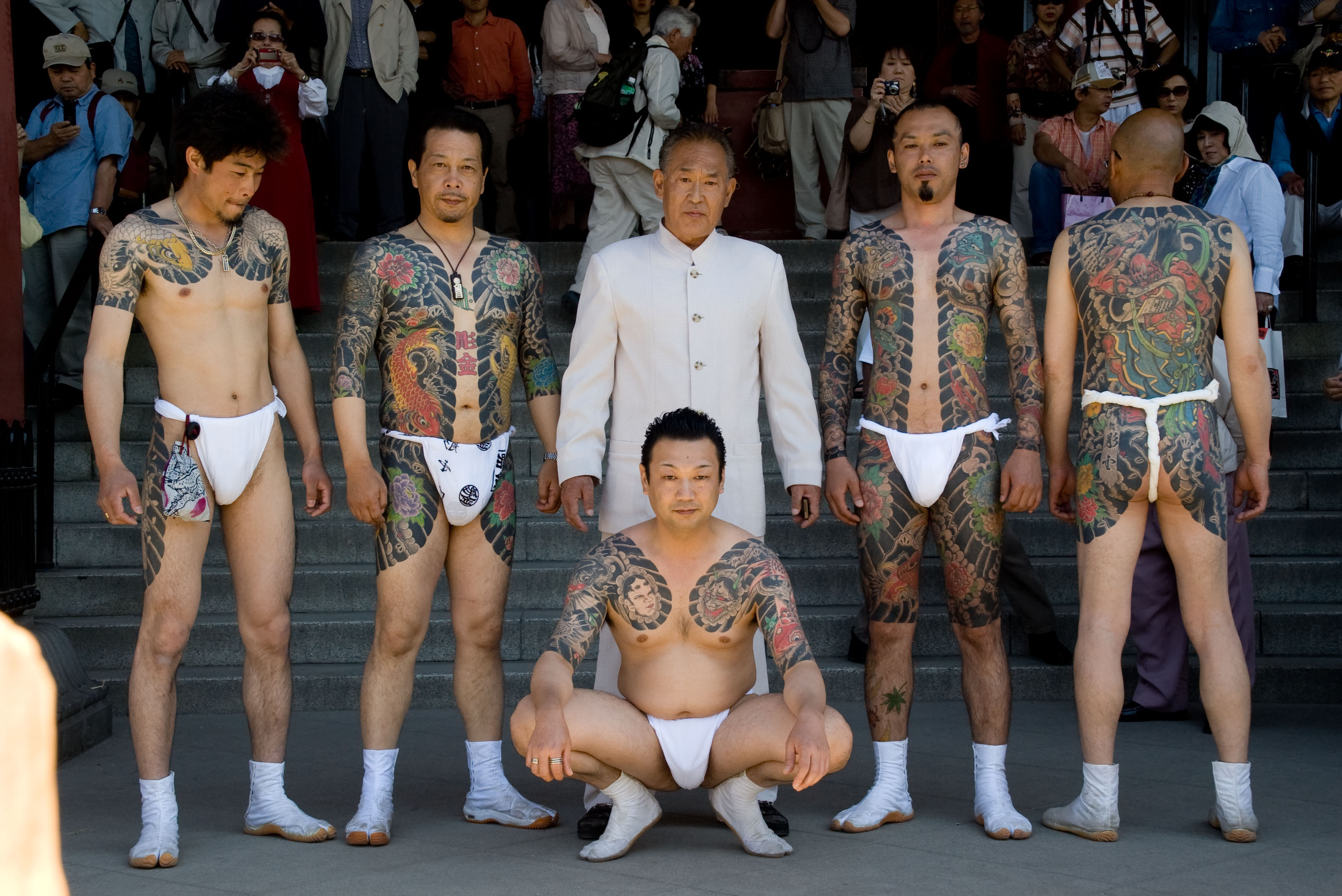
三社祭に参加した5代目浅草高橋組の組員

三社祭に度々介入しており、この件では逮捕者も出している。

## 歴代継承者
- 初代 - 高橋 金次郎
- 二代目 - 高橋震治
- 三代目 - 高橋庄司
- 四代目 - 高橋浩臣
- 五代目 - 菊池紘一
- 六代目 - 小櫃守一